# Pixies
The Pixies blev dannet i Boston i 1986 af Charles Michael Kittredge Thompson IV og Joey Santiago.
Den antropolog-studerende Thompson blev kort tid efter til Black Francis, og efter at have rekrutteret David Lovering og Kim Deal, der i starten af gruppens karriere lod sig kreditere som Mrs. John Murphy, begyndte bandet en succesrig koncertrække, der bl.a. førte til live-optrædener sammen med Throwing Muses.
Efter at have udsendt EP'en 'Come on Pilgrim' udgav The Pixies i 1988 debut-albummet 'Surfer Rosa'. Albummet blev et undergrundshit i USA og England, hvor publikum var vilde med gruppens kantede og aggressive guitarlyd og bizarre tekster.
Med efterfølgeren 'Doolittle' fra 1989 var en klassiker skabt. Albummet fik endnu bedre anmeldelser end 'Surfer Rosa' og med numre som 'Monkey Gone to Heaven' og 'Here Comes Your Man' kom The Pixies ud til et bredere publikum.
På trods af succesen var der spændinger mellem bandmedlemmerne, hvilket førte til en pause for gruppen. I mellemtiden arbejdede Deal sammen med bandet The Breeders, mens Black påbegyndte arbejdet til en solokarriere.
Pixies nåede at udsende yderligere to albums, før de i 1993 gik i opløsning. Fra da af blev Black Francis til Frank Black, under hvilket navn han sidenhen har udgivet en stribe albums af svingende kvalitet, hvoraf kun de første par albums er kommet i nærheden af de standarder, han skabte med The Pixies.
I 2004 samledes gruppen igen og gav året efter en fremragende koncert på Roskilde Festival. De udsendte også en ny single, 'Bam Thwok', som kun kunne erhverves som download via iTunes. Der har også verseret rygter om en forestående album-udgivelse, men den er endnu ikke blevet en realitet.

## Diskografi

### Albums
- 1987: Come On, Pilgrim EP
- 1988: Surfer Rosa
- 1989: Doolittle (album)
- 1990: Bossanova
- 1991: Trompe Le Monde
- 2014: Indie Cindy
- 2016: Head Carrier
- 2019: Beneath the Eyrie